# Grant M. Hudson

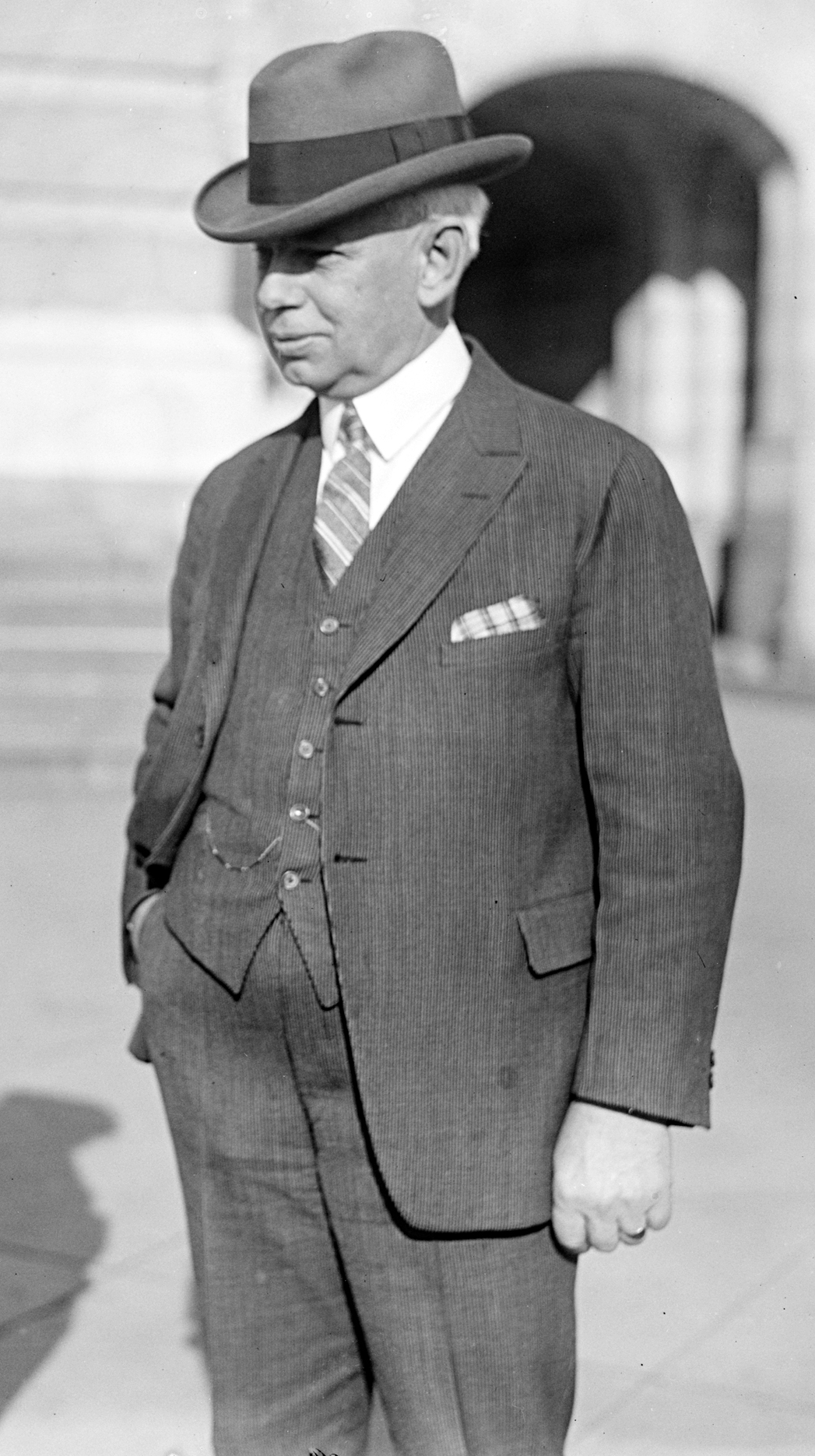
Grant M. Hudson (1924)

Grant Martin Hudson (* 23. Juli 1868 in Eaton, Lorain County, Ohio; † 26. Oktober 1955 in Kalamazoo, Michigan) war ein US-amerikanischer Politiker. Zwischen 1923 und 1931 vertrat er den Bundesstaat Michigan im US-Repräsentantenhaus.

## Werdegang
Grant Hudson besuchte die öffentlichen Schulen seiner Heimat und danach das Kalamazoo College in Michigan. Anschließend studierte er an der University of Chicago. Zwischen 1894 und 1896 war er auch Geistlicher in Dowagiac (Michigan). Ab 1896 war er in Schoolcraft, einem Dorf im Kalamazoo County, im Handel tätig. Politisch war Hudson Mitglied der Republikanischen Partei. Zwischen 1905 und 1909 saß er als Abgeordneter im Repräsentantenhaus von Michigan; von 1909 bis 1911 war er Ortsvorsteher von Schoolcraft. In den Jahren 1920 und 1921 gehörte Hudson der staatlichen Entschädigungskommission für Industrieunfälle an.
Bei den Kongresswahlen des Jahres 1922 wurde er im sechsten Wahlbezirk von Michigan in das US-Repräsentantenhaus in Washington, D.C. gewählt, wo er am 4. März 1923 die Nachfolge von Patrick H. Kelley antrat. Nach drei Wiederwahlen konnte er bis zum 3. März 1931 vier Legislaturperioden im Kongress absolvieren. Zwischen 1925 und 1927 war er Vorsitzender des Ausschusses zur Kontrolle des Alkoholhandelsverbots.
1930 wurde Hudson von seiner Partei nicht mehr zur Wiederwahl nominiert. In den folgenden Jahren arbeitete er in Lansing in der Versicherungsbranche. 1939 war er als Purchasing Agent für die staatlichen Einkäufe von Michigan verantwortlich; 1940 amtierte er als Steuerbeauftragter seines Heimatstaates. Danach zog er sich in den Ruhestand zurück. Grant Hudson starb am 26. Oktober 1955 in Kalamazoo und wurde in Lansing beigesetzt.